# Santo-Pietro-di-Venaco
Santo-Pietro-di-Venaco (korziško Santu Petru di Venacu) je naselje in občina v francoskem departmaju Haute-Corse regije - otoka Korzika. Leta 2007 je naselje imelo 212 prebivalcev.

## Geografija
Kraj leži v osrednjem delu otoka Korzike znotraj naravnega regijskega parka Korzike, 9 km južno od Cort.

## Uprava
Občina Santo-Pietro-di-Venaco skupaj s sosednjimi občinami Casanova, Muracciole, Poggio-di-Venaco, Riventosa, Venaco in Vivario sestavlja kanton Venaco s sedežem v Venacu. Kanton je sestavni del okrožja Corte.

## Zanimivosti
- baročna župnijska cerkev sv. Petra in Pavla, zgrajena na temeljih stare romanske kapele, francoski zgodovinski spomenik.